# Stampemølle
En stampemølle er en mølle der driver stampere, oftest er det en vandmølle.
Den svære mølleaksel er forsynet
med fremspringende knaster, ophævere,
som enten griber ind i udhulinger på
lodretstående bjælker, stampere, eller på
arme, der står ud fra disse, hvorved stamperen
hæves for atter at falde ned, når ophæveren
slipper den. Ophæverne sidder i en skruelinie
på akslen, så at stamperne hæves, den ene
efter den anden.
Stampemøller var tidligere meget almindelige og
løste højst forskellige opgaver, efter hvilke
stamperne og deres underlag dannedes; de kunne
således være aftrappede i enden ved
klædevalkningen; have metalsko og arbejde i
metalpotte ved krudtfabrikationen; have jernsko
ved knuseværker (pokværker/pukværker, af tysk
pochen) til malme osv.
Stampemøller er i mange tilfælde erstattet af presser, blandt andet ved krudt- og olietilvirkning. Til papirfremstilling blandt andet af såkaldte hollændere, opfundet i Nederlandene i 1600-tallet.
- Tegning af malmknuser.
Georgius Agricola, 1500-tallet
- Californisk stampemølle med knastaksel i stål
- 1800-tals vandmølle med stampeanlæg.
Museet Geevor Tin Mine, Cornwall